# Arenalvulkanen
Arenal (sp: Volcán Arenal) är en aktiv vulkan i nordvästra Costa Rica, cirka 90 km från huvudstaden San José. Vulkanen är belägen i provinsen Alajuela, kantonen San Carlos och distriktet La Fortuna.
Vulkanens höjd är 1 633 meter. Det första daterade utbrottet skedde 29 juli 1968 och den senaste 2010.